# Semen (Nguntoronadi)
Semen is een bestuurslaag in het regentschap Magetan van de provincie Oost-Java, Indonesië. Semen telt 1677 inwoners (volkstelling 2010).